# Ministre en chef du Sind
Le ministre en chef ou Chief minister du Sind est le chef du gouvernement provincial de la province du Sind.

## Liste des ministres en chef du Sind
| Nom                                            | Début de mandat  | Fin de mandat    | Parti politique/Notes                        |
| ---------------------------------------------- | ---------------- | ---------------- | -------------------------------------------- |
| Ghulam Hussain Hidayat Ullah (en) (1er mandat) | 28 avril 1937    | 23 mars 1938     | Muslim People's Party                        |
| Allah Bux Soomro (en) (1er mandat)             | 23 mars 1938     | 18 avril 1940    | Ittehad Party                                |
| Mir Bandeh Ali Khan Talpur (en)                | 18 avril 1940    | 7 mars 1941      | Ligue musulmane                              |
| Allah Bux Soomro (en) (2e mandat)              | 7 mars 1941      | 14 octobre 1942  | Ittehad Party                                |
| Ghulam Hussain Hidayat Ullah (en) (2e mandat)  | 14 octobre 1942  | 14 août 1947     | Muslim People's Party                        |
| Muhammad Ayub Khuhro (en) (1er mandat)         | 16 août 1947     | 28 avril 1948    | Pakistan Muslim League                       |
| Pir Ilahi Bux (en)                             | 3 mai 1948       | 4 février 1949   | Pakistan Muslim League                       |
| Yusuf Haroon (en)                              | 18 février 1949  | 7 mai 1950       | Pakistan Muslim League                       |
| Qazi Fazlullah Ubaidullah (en)                 | 8 mai 1950       | 24 mars 1951     | Pakistan Muslim League                       |
| Muhammad Ayub Khuhro (en) (2e mandat)          | 25 mars 1951     | 29 décembre 1951 | Pakistan Muslim League                       |
| Gouverneur                                     | 29 décembre 1951 | 22 mai 1953      |                                              |
| Abdul Sattar Pirzada (en)                      | 22 mai 1953      | 8 novembre 1954  | Pakistan Muslim League                       |
| Muhammad Ayub Khuhro (en) (3e mandat)          | 9 novembre 1954  | 13 octobre 1955  | Pakistan Muslim League                       |
| Poste supprimé                                 | 13 octobre 1955  | 30 juin 1970     | Partie de la province du Pakistan occidental |
| Loi martiale                                   | 1er juillet 1970 | 1er mai 1972     |                                              |
| Mumtaz Bhutto (en) (1er mandat)                | 1er mai 1972     | 20 décembre 1973 | Parti du peuple pakistanais                  |
| Ghulam Mustafa Jatoi                           | 25 décembre 1973 | 5 juillet 1977   | Parti du peuple pakistanais                  |
| Loi martiale                                   | 5 juillet 1977   | 6 avril 1985     |                                              |
| Ghous Ali Shah (en)                            | 6 avril 1985     | 6 avril 1988     | Ligue musulmane du Pakistan                  |
| Akhtar Ali Ghulam Qazi (en) (1er mandat)       | 11 avril 1988    | 24 juin 1988     | Islami Jamhoori Ittehad                      |
| Gouverneur                                     | 24 juin 1988     | 31 août 1988     |                                              |
| Akhtar Ali Ghulam Qazi (en) (2e mandat)        | 31 août 1988     | 2 décembre 1988  | Islami Jamhoori Ittehad                      |
| Qaim Ali Shah                                  | 2 décembre 1988  | 25 février 1990  | Parti du peuple pakistanais                  |
| Aftab Shaban Mirani (en)                       | 25 février 1990  | 6 août 1990      | Parti du peuple pakistanais                  |
| Jam Sadiq Ali (en)                             | 6 août 1990      | 5 mars 1992      | Indépendant                                  |
| Muzaffar Hussain Shah (en)                     | 6 mars 1992      | 19 juillet 1993  | Islami Jamhoori Ittehad                      |
| Syed Ali Madad Shah                            | 19 juillet 1993  | 21 octobre 1993  |                                              |
| Syed Abdullah Shah (en)                        | 21 octobre 1993  | 6 novembre 1996  | Parti du peuple pakistanais                  |
| Mumtaz Bhutto (en) (2e mandat)                 | 7 novembre 1996  | 22 février 1997  | Sindh National Front (en)                    |
| Liaquat Ali Jatoi (en)                         | 22 février 1997  | 30 octobre 1998  | Ligue musulmane du Pakistan                  |
| Gouverneur pas de ministre en chef             | 30 octobre 1998  | 17 décembre 2002 |                                              |
| Ali Mohammad Mahar                             | 17 décembre 2002 | 9 juin 2004      | Ligue musulmane du Pakistan (Q)              |
| Arbab Ghulam Rahim (en)                        | 9 juin 2004      | 19 novembre 2007 | Ligue musulmane du Pakistan (Q)              |
| Abdul Qadir Halepoto (en)                      | 19 novembre 2007 | 6 avril 2008     |                                              |
| Qaim Ali Shah (2e mandat)                      | 6 avril 2008     | 21 mars 2013     | Parti du peuple pakistanais                  |
| Zahid Qurban Alvi                              | 21 mars 2013     | 30 mai 2013      |                                              |
| Qaim Ali Shah (3e mandat)                      | 30 mai 2013      | 27 juillet 2016  | Parti du peuple pakistanais                  |
| Syed Murad Ali Shah (1er mandat)               | 27 juillet 2016  | 6 juin 2018      | Parti du peuple pakistanais                  |
| Fazlur Rehman                                  | 6 juin 2018      | 18 août 2018     |                                              |
| Syed Murad Ali Shah (2e mandat)                | 18 août 2018     | 17 août 2023     | Parti du peuple pakistanais                  |
| Maqbool Baqar (en)                             | 17 août 2023     | 27 février 2024  |                                              |
| Syed Murad Ali Shah (3e mandat)                | 27 février 2024  | en fonction      | Parti du peuple pakistanais                  |